# Polskie Koleje Państwowe (II RP)
Polskie Koleje Państwowe (II RP) – przedsiębiorstwo stanowiące samoistną osobę prawną, któremu powierzono zarząd kolejami państwowymi oraz kolejami prywatnymi, według zasad handlowych, ze szczególnym uwzględnieniem potrzeb Państwa i interesów gospodarstwa społecznego. Przedsiębiorstwo „Polskie Koleje Państwowe” prowadziło eksploatację wszystkich linii kolejowych, zarządzanych dotychczas przez Ministerstwo Komunikacji i w tym celu objęło w zarząd i użytkowanie cały ich majątek nieruchomy. Ponadto majątek ruchomy, przeznaczony do użytku kolei państwowych, z całym istniejącym zapasem gotówki i zapasem materiałów, przeszedł na własność przedsiębiorstwa.

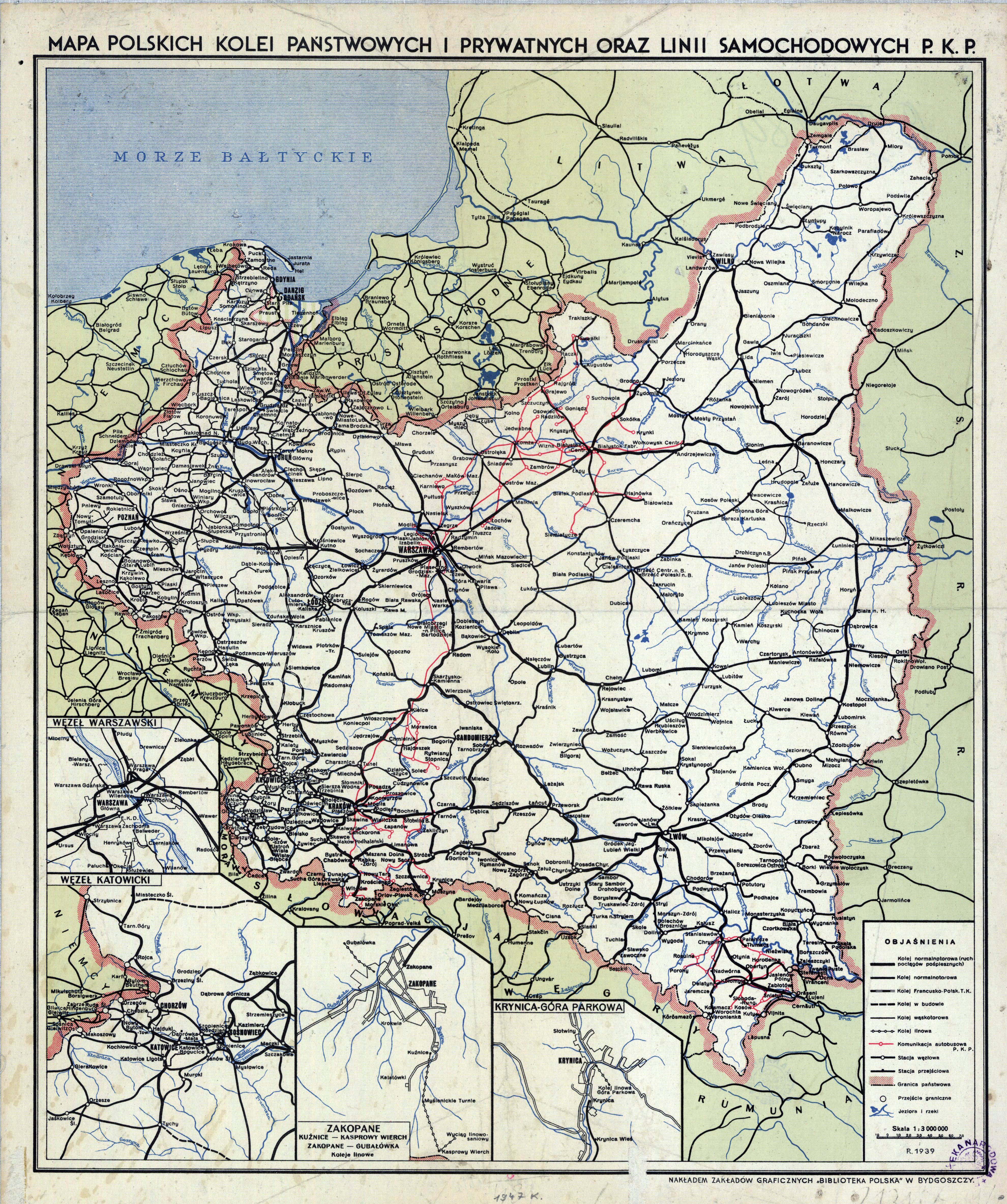
Mapa linii kolejowych w Polsce oraz linii samochodowych P. K. P. w 1939 r.

## Powołanie przedsiębiorstwa
Na podstawie rozporządzenie Prezydenta Rzeczypospolitej z 1926 r. o utworzeniu przedsiębiorstwa „Polskie Koleje Państwowe” ustanowiono przedsiębiorstwo. Jednolity tekst rozporządzenia wprowadzono obwieszczeniem Ministra Komunikacji z 1930 r.

## Zasady prowadzenia przedsiębiorstwa
Przedsiębiorstwo „Polskie Koleje Państwowe” pokrywało swoje wydatki eksploatacyjne z własnych dochodów oraz z nadwyżek eksploatacyjnych, z pożyczek lub z dotacji Skarbu Państwa. Przedsiębiorstwo prowadziło swoją gospodarkę na podstawie rocznych planów finansowo-gospodarczych, zatwierdzonych przez Ministra Komunikacji w porozumieniu z Ministrem Skarbu. Plany finansowo-gospodarcze przedsiębiorstwa „Polskie Koleje Państwowe” sporządzano zgodnie z zasadami ustalonymi przez Narodowy Plan Gospodarczy.

## Zyski przedsiębiorstwa
Czysty zysk przedsiębiorstwa „Polskie Koleje Państwowe” stanowiła różnica, powstała po potrąceniu z ogólnego dochodu eksploatacyjnego:
- wszystkich wydatków eksploatacyjnych;
- procentów i amortyzacji pożyczek oraz zobowiązań, obciążających majątek Skarbu Państwa, oddany w zarząd i użytkowanie lub na własność przedsiębiorstwu „Polskie Koleje Państwowe”;
- opłat i gwarancji z tytułu eksploatacji linii kolejowych, nie będących własnością Skarbu Państwa;
- potrąceń i dopłat na specjalne fundusze.

## Fundusze specjalne
Przedsiębiorstwo „Polskie Koleje Państwowe” posiadało następujące specjalne fundusze:
- zapasowy,
- melioracyjny,
- inwestycyjny,

Fundusz zapasowy przedsiębiorstwa „Polskie Koleje Państwowe” powstawał z odliczenia 1% od ogólnego dochodu eksploatacyjnego i nie mógł przekraczać 500 zł, na jeden kilometr eksploatacyjnej długości linii toru normalnego.
Fundusz melioracyjny powstawał przez odliczanie 2% od ogólnego dochodu eksploatacyjnego i służył do uzupełnienia wydatków eksploatacyjnych (budowie taboru, szyn, podkładów itp.).
Fundusz inwestycyjny tworzono z zaciągniętych przez przedsiębiorstwo „Polskie Koleje Państwowe” długoterminowych pożyczek lub z dotacji udzielanych przez Skarb Państwa.

## Ustrój przedsiębiorstwa
Organami przedsiębiorstwa byli: Generalna Dyrekcja, Dyrekcje Okręgowe i podległe im urzędy i jednostki administracyjne. Na czele Dyrekcji Generalnej stał Dyrektor powoływany na wniosek Ministra Komunikacji przez Prezydenta RP.
Generalny Dyrektor odpowiadał za swą działalność oraz za działalność wszystkich organów przedsiębiorstwa wobec Ministra Komunikacji.
Dyrekcje Okręgowe sprawowały w swych okręgach bezpośredni zarząd kolejami pod zwierzchnim kierownictwem Generalnego Dyrektora,
Ilość, granice i siedziby Dyrekcji Okręgowych ustalał Minister Komunikacji na wniosek Generalnego Dyrektora.
Na czele Dyrekcji Okręgowej stał Dyrektor mianowany lub zatwierdzony na wniosek Generalnego Dyrektora przez Ministra Komunikacji.
Generalny Dyrektor przedstawiał Ministrowi Komunikacji sprawozdanie ustalone w regulaminie Generalnej Dyrekcji oraz:
- roczne sprawozdania i bilanse wraz z rachunkami zysków i strat nie później, jak sześć miesięcy po upływie roku sprawozdawczego,
- budżet i plan finansowo-gospodarczy nie później jak na cztery miesiące przed rozpoczęciem odnośnego roku rachunkowego.

Sieć kolei państwowych dzieli się na okręgi dyrekcyjne, w których bezpośredni zarząd przedsiębiorstwa „Polskie Koleje Państwowe” należała do dyrektorów okręgów kolei państwowych, mianowanych i zwalnianych przez Ministra Komunikacji.
Ilość i siedziby dyrekcji okręgowych kolei państwowych ustalał Minister Komunikacji w porozumieniu z Ministrem Obrony Narodowej i Ministrem Skarbu.

## Zwierzchni nadzór nad zarządem
Zwierzchni nadzór nad zarządem kolei powierzonych przedsiębiorstwu „Polskie Koleje Państwowe” wykonywał Minister Komunikacji przez podległe mu Ministerstwo Komunikacji. Szczególnie Ministrowi Komunikacji powierzono jeszcze sprawy następujące:
- sprawy, wynikające ze stosunku do Prezydenta RP, ciał ustawodawczych, Prezesa Rady Ministrów i Ministrów;
- sprawy projektów ustaw i rozporządzeń, ogłaszanych w Dzienniku Ustaw i wniosków na Radę Ministrów;
- sprawy umów międzynarodowych;
- ustalanie taryf dla przewozu osób, bagażu itp.
- ustalanie ładunków, ulg taryfowych i przepisów przewozowych;
- sprawy dyscyplinarne osób, mianowanych przez Ministra Komunikacji;
- inne sprawy ustalone w regulaminie Generalnej Dyrekcji „Polskich Kolei Państwowych” zatwierdzonym przez Ministra Komunikacji.